# Stefan Radosavljević
Stefan Radosavljević, né le 8 septembre 2000 à Belgrade, est un footballeur international féroïen qui joue au poste de milieu offensif au Sligo Rovers.

## Biographie

### Carrière en club
Né à Belgrade en Yougoslavie, Stefan Radosavljević est formé par le TB Tvøroyri, où il commence sa carrière professionnelle en championnat des îles Féroé. Passé par plusieurs clubs féroïens où il totalise 44 buts en 145 matchs, il est ensuite transféré au Sligo Rovers en championnat d'Irlande.

### Carrière en sélection
Radosavljević est international espoirs avec les îles Féroé. Il prend part au match nul 1-1 contre la France en septembre 2022 dans le cadre des qualifications à l'Euro Espoirs, ce qui fait figure d'exploit,.
En novembre 2022, Stefan Radosavljević est convoqué pour la première fois avec l'équipe nationale des îles Féroé. Il honore sa première sélection le 16 novembre 2022, lors d'un match amical contre la Tchéquie,.
Il marque son premier but dès le match amical suivant, permettant à son équipe d'arracher le match nul 1-1 à l'extérieur contre le Kosovo,,.